# Zaklopatica
Zaklopatica je majhen nenaseljen otoček v Jadranskem morju. Pripada Hrvaški.
Otoček leži pred vhodom v zaliv Zaklopatica okoli 0,5 km severno od zaselka Zaklopatica na severni obali otoka Lastovo. Površina otočka meri 0,018 km². Dolžina obalnega pasu je 0,63 km.